# Too Weird to Live, Too Rare to Die!
Too Weird to Live, Too Rare to Die! là album phòng thu thứ tư của ban nhạc rock Mỹ Panic! at the Disco. Vào 15 tháng 7 năm 2013 nó đã được thông báo rằng nó sẽ được phát hành vào ngày 08 tháng 10 năm 2013. Đơn chính của album đã được phát hành cùng ngày, với tựa đề " Miss Jackson. Đĩa đơn thứ hai, " This Is Gospel, được phát hành vào ngày 12 Tháng 8 năm 2013.

## Danh sách theo dõi
| STT              | Nhan đề                         | Thời lượng |
| ---------------- | ------------------------------- | ---------- |
| 1.               | "This Is Gospel"                | 3:07       |
| 2.               | "Miss Jackson" (featuring Lolo) | 3:12       |
| 3.               | "Vegas Lights"                  | 3:10       |
| 4.               | "Girl That You Love"            | 3:12       |
| 5.               | "Nicotine"                      | 3:06       |
| 6.               | "Girls/Girls/Boys"              | 3:26       |
| 7.               | "Casual Affair"                 | 3:17       |
| 8.               | "Far Too Young to Die"          | 3:17       |
| 9.               | "Collar Full"                   | 3:18       |
| 10.              | "The End of All Things"         | 3:32       |
| Tổng thời lượng: | Tổng thời lượng:                | 32:32      |

| Target Exclusive tracks | Target Exclusive tracks         | Target Exclusive tracks |
| STT                     | Nhan đề                         | Thời lượng              |
| ----------------------- | ------------------------------- | ----------------------- |
| 11.                     | "Can't Fight Against The Youth" |                         |
| 12.                     | "All the Boys"                  |                         |
| Tổng thời lượng:        | Tổng thời lượng:                | 32:32                   |

## Bảng xếp hạng
| BXH (2013)                               | Vị trí cao nhất |
| ---------------------------------------- | --------------- |
| Album Hoa Kỳ Billboard 200               | 2               |
| Album Hoa Kỳ Top Alternative (Billboard) | 1               |
| Album Hoa Kỳ Digital (Billboard)         | 2               |
| Album Hoa Kỳ Top Rock (Billboard)        | 1               |
| Album Hoa Kỳ Top Tastemaker (Billboard)  | 11              |
| Album Canada (Billboard)                 | 8               |
| Album Scotland (OCC)                     | 8               |
| Album Anh Quốc (OCC)                     | 10              |